# مارسییا د کامپس
مارسییا د کامپس (به اسپانیایی: Marcilla de Campos) یک شهرستان در اسپانیا است که در استان پالنسیا واقع شده‌است.

## خصوصیات
مارسییا د کامپس ۲۲ کیلومترمربع مساحت و ۶۳ نفر جمعیت دارد.